# ماكس فرايد
ماكس فرايد (بالإنجليزية: Max Fried)‏ هو لاعب كرة قاعدة أمريكي، ولد في 18 يناير 1994 في سانتا مونيكا في الولايات المتحدة.

## وصلات خارجية
- ماكس فرايد على موقع دوري كرة القاعدة الرئيسي (الإنجليزية)
- ماكس فرايد على موقعبيزبول رفرنس.كوم (الدوري الرئيسي) (الإنجليزية)
- ماكس فرايد على موقعبيزبول رفرنس.كوم (الدوري الثانوي) (الإنجليزية)
- ماكس فرايد على موقع إي إس بي إن.كوم (أم.أل.بي) (الإنجليزية)
- ماكس فرايد على موقع مشجعي الرسوم البيانية (الإنجليزية)